# Solera-systeem
Het solera-systeem is een methode om door middel van oversteken (=overhevelen met behulp van flexibele slangen) wijn of een andere vloeistof op te voeden dan wel van gelijke van smaak en kwaliteit te krijgen. Het systeem is in Spanje ontstaan toen men van een bepaald type wijn de vele verschillende vaten - elk vat had zijn ‘eigen’ wijn - tot één standaard ging maken.
Het systeem is vooral bekend van de sherry nabij het Zuid-Spaanse Jerez de la Frontera. Het principe van het solera-systeem werd aan het eind van de 18e eeuw ontwikkeld in Sanlúcar de Barrameda. Osborne onderhoudt nog enkele solera's uit 1790 en 1792
Er zijn meer producten die gebruikmaken van een soortgelijk systeem. Zoals bij de likeurwijn Pedro Ximénez, Balsamico, Gletsjerwijn, Madeira, Marsala, Mavrodafni, Port, bepaalde Spaanse muskaat-wijnen, brandy's, rums, ratafia en Schotse whisky.

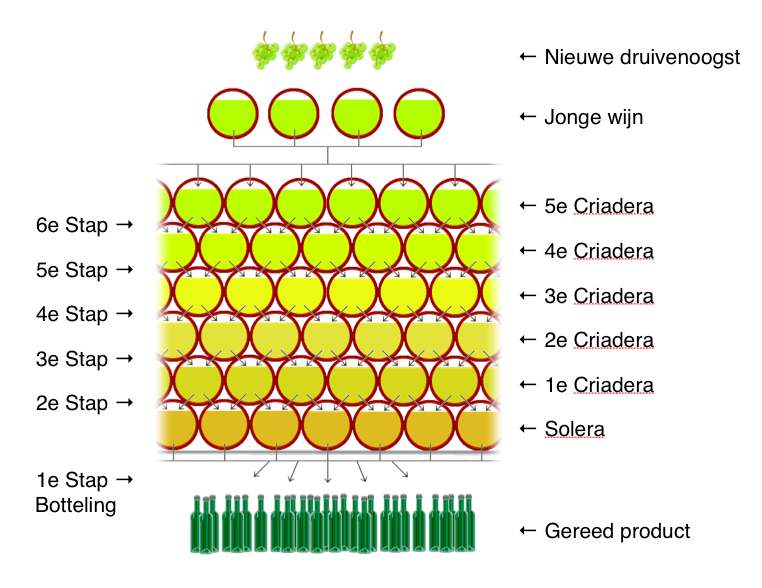
Schematische voorstelling van het solera-systeem.

## Het systeem
Vaten met het product worden in liggende positie in rijen gestapeld. In de bovenste rij zit het jongste, in de onderste rij het oudste product. De werkwijze is:
1. Gedurende het jaar wordt er uit de onderste vaten een deel afgetapt om te worden gebotteld.
2. Het afgetapte deel wordt nu bijgevuld uit de rij vaten die hier bovenop ligt.
3. Vervolgens wordt deze rij weer aangevuld uit de rij die daar weer bovenop ligt, enzovoort.
4. De bovenste rij wordt tot slot bijgevuld met nieuw product.

In moderne varianten van het solera-systeem wordt gebruikgemaakt van rvs-tanks, waarbij de wijn met pompen van de ene tank naar de andere wordt gebracht.
Doordat het resultaat een mengvloeistof van vele jaren kan zijn, wordt de smaak en het karakter van het eindproduct heel constant gehouden. De leeftijden kunnen uiteenlopen van gemiddeld drie jaar tot meerdere decennia. Hoe meer mengstadia er in een systeem zitten, hoe ouder en complexer het (gemiddelde) product zal zijn. Een jaartal op een fles zal om marketingredenen geplaatst kunnen zijn met de bedoeling een gemiddelde leeftijd of het oudste (solera-)vat aan te duiden.

## Sherry
In het Spaanse Andalusië worden de hiervoor gebruikte vaten van 600 liter ‘botas’ genoemd; ze liggen gestapeld in ‘bodega's’, de zogenaamde bovengrondse kelders. De onderste rij vaten – met de oudste wijn – die uiteindelijk het eindproduct levert, noemt men ‘Solera’, naar het Spaanse woord ‘Suelo’, dat ‘grond’ betekent. De vaten die erbovenop liggen heten ‘Criaderas’, naar het woord ‘criar’, dat ‘opvoeden’ betekent. De rij die direct boven op de Soleras ligt noemt men dan eerste criadera. De rij die daar weer bovenop ligt tweede criadera, enzovoort tot de bovenste en jongste criadera. Deze laatste wordt bijgevuld met wijn uit de vaten van de laatste druivenoogst. Overigens liggen de vaten niet noodzakelijk op elkaar, vaak liggen ze verspreid over een bodega of zelfs verspreid over meerdere bodega's. Sommige solera-systemen kunnen tot vijftien stappen bevatten vooraleer de wijn de onderste rij bereikt.
De keldermeester – de persoon die verantwoordelijk is voor de wijnbereiding – tapt enkele keren per jaar de wijn voor maximaal een derde uit de ‘onderste’ vaten, die vervolgens weer bijgevuld worden met wijn uit de eerste criadera, enzovoort. Vaten uit een solera-systeem met Fino- of Manzanilla-sherry worden maar voor vijf zesde afgevuld. De luchtruimte boven de wijn is nodig voor de ontwikkeling van de ‘flor’ op de wijn.
Naarmate de wijn langer in het solera-systeem verblijft, is het resultaat een mix van tientallen, soms honderden oogsten en wordt de smaak steeds complexer. De mix van wijnen maakt dat er enkel kan worden gesproken over een 'gemiddelde' leeftijd van de wijn, die volgens een complexe formule kan worden bepaald. Hoewel vaak gezegd wordt dat soleras resten wijn bevatten die er al vanaf hun oprichting in zitten, is uit metingen gebleken dat de oudst meetbare componenten zo'n 70 jaar oud kunnen zijn.
Sinds het jaar 2000 bestaan er de speciale categorieën:
- VOS - Vinum Optimum Signatum (als beste geselecteerde wijn) ofwel Very Old Sherry. Deze sherry heeft een minimale gemiddelde leeftijd van twintig jaar.
- VORS - Vinum Optimum Rare Signatum (de beste en meest uitzonderlijke wijn) ofwel Very Old Rare Sherry. Deze sherry heeft een minimale gemiddelde leeftijd van dertig jaar.